# Siergiej Nikonienko
Siergiej Pietrowicz Nikonienko, ros. Сергей Петрович Никоненко (ur. 16 kwietnia 1941 w Moskwie) – radziecki i rosyjski aktor filmowy oraz reżyser. Ludowy Artysta RFSRR.

## Życiorys
Pracował jako konduktor autobusowy oraz listonosz, jednocześnie ucząc się w szkole wieczorowej. W 1959 roku rozpoczął naukę na wydziale aktorskim WGIK. Studiował w klasie Siergieja Gierasimowa.
Znany przede wszystkim z roli w serialu Lubow kak lubow, gdzie gra Płatona Łobowa.

## Wybrana filmografia
- 2014: Tajemnica ciemnej komnaty
- 2010: O czym rozmawiają mężczyźni
- 2006: Lubow kak lubow jako Płaton Łobow
- 1997: Poniedziałkowe dzieci
- 1989: Stalingrad jako Aleksandr Rodimcew
- 1983: Kocham, czekam. Lena
- 1981: Ten szósty jako Roman Głodow
- 1979: Temat jako Sinicyn, policjant
- 1979: Ojciec Sergiusz
- 1977: Niedokończony utwór na pianolę jako Jakow
- 1975: Ziomkowie
- 1972: Marmurowy dom jako Małachitow
- 1970: Zbrodnia i kara
- 1969: Szlacheckie gniazdo
- 1969: Wyzwolenie jako Saszka
- 1967: Gwiazdy na czapkach jako kozacki oficer
- 1967: Dziennikarz jako Reutov
- 1966: Wojna i pokój jako Rosyjski oficer
- 1965: Wojenna przyjaźń jako Kola
- 1963: Milicja poszukuje
- 1962: Ludzie i bestie

## Odznaczenia
- Order „Znak Honoru”
- tytuł Zasłużony Artysta RFSRR
- tytuł Ludowy Artysta RFSRR
- Order „Za zasługi dla Ojczyzny” IV klasy (2001)[2]
- Order Honoru (2011)[3]